# Ziyad Larkeche
Ziyad Larkeche (francés: Larkèche; París; iembre de 2002) es un futbolista profesional francés que juega como lateral izquierdo en el Dundee, de la Scottish Premiership, cedido por el Queens Park Rangers, de la EFL Championship.

## Trayectoria
Nacido en París, Larkeche jugó en las categorías inferiores del París Saint-Germain y del Fulham, antes de ser cedido al Barnsley en septiembre de 2022. Debutó con la selección absoluta el 20 de septiembre de 2022 en el EFL Trophy, y fue elogiado por su actuación por el segundo entrenador Martin Paterson, tras dar una asistencia de gol y más tarde marcar un gol de falta. Fue liberado por el Fulham al final de la temporada 2022-23.
El 30 de junio de 2023, Larkeche firmó un contrato de tres años con el Queens Park Rangers de la EFL Championship.
El 30 de julio de 2024, Larkeche se incorporó al Dundee, club de la Scottish Premiership, en calidad de cedido por una temporada. Su primer partido con el club fue el 4 de agosto, en el derbi de Dundee contra el Dundee United, partido inaugural de la liga. Larkeche marcó su primer gol con el Dee el 31 de agosto, en un partido de liga contra el St Mirren. Larkeche sufrió una lesión en el tendón de la corva en noviembre de 2024, que lo mantuvo fuera hasta febrero de 2025.

## Selección nacional
Nacido en Francia, Larkeche es de ascendencia argelina. Posee las nacionalidades francesa y argelina. Es internacional juvenil francés, habiendo jugado hasta la selección sub-20 de Francia.